# Черемшаны 1
Санаторий «Черемшаны 1» (ныне Государственное автономное учреждение Центр реабилитации «Пещера монаха») — санаторий в урочище Черемшаны, расположенном в южных окрестностях города Хвалынск, административного центра Хвалынского района Саратовской области.
До революции это место было известно как центр поволжского старообрядчества Белокриницкого согласия. В настоящее время предпринимаются попытки возрождения старообрядческого Успенского Черемшанского монастыря.

## Природные условия
Уникален и разнообразен для России гористый рельеф местности, связанный с восточными отрогами центральной части Приволжской возвышенности. Глубокие врезы каньонообразных ущелий создают перепады в абсолютных отметках в 100—170 метров.
Окружающие санаторий горы поднимаются на 340—350 метров над уровнем моря. Постройки санатория занимают уровень 195—200 метров. Наиболее низкая точка — большой пруд на уровне 193 метра.
Неповторимую красоту местности в любое время года придает смешанный (клёны, дубы, берёзы, сосны) и чисто сосновый лес, произрастающий на склонах гор. Возраст основной массы деревьев составляет около 100 лет. Отдельные экземпляры, особенно в глубине ущелья достигают 200—300 летнего возраста. Лес, окружающий санаторий, занимает территорию национального парка «Хвалынский». И отдыхающие могут буквально из окон своих корпусов слушать многоголосье птичьего хора. Тем более, что звук отраженный от склонов ущелья, приобретает неповторимую глубину и силу. На прогулке в лесу можно встретить лося или косулю, зайца, лису, и других обитателей национального парка.
В глубине ущелий множество родников кристально чистой воды, идеально очищенной природными сорбентами, состоящими из меловых и опоковых горизонтов, слагающих окружающие санаторий горы. Часть источников известна и на территории санатория. Один из родников специально оборудован с удобным доступом к воде. Некоторые из родников образуют три пруда, нижний (самый большой) является купальным. В числе наиболее известных родников окрестностей Черемшан: «Красулин» (вблизи него в начале века находилась дача К. С. Петрова-Водкина, здесь же написана известная картина Борисова-Мусатова «Изумрудное ожерелье»), «Лев», «Мамонтов», «Колхозный», «Сухой дол», «Петрянин» и т. д.
Вблизи санатория, на вполне доступном пешеходам расстоянии, находятся археологические памятники эпохи раннего железа (7 век до н. э.), связанные с Городецкой культурой угро-финских племён.

## История
На тюркском Черемшаны означает «чёрный лес». Своё название урочище получило в давние времена, когда глухой лес покрывал склоны гор и подходил вплотную к реке Волге.

### Появление монастыря

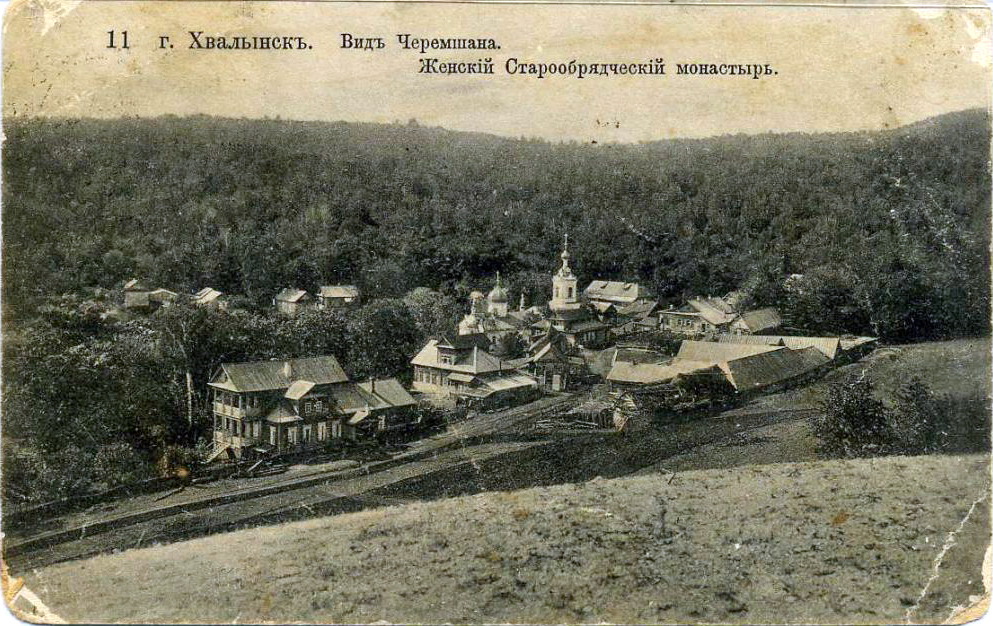
Черемшанский женский старообрядческий монастырь. 1900-е годы

В обозримом историческом прошлом, когда появляются первые переселенцы из центральных районов России, жизнь на берегах Волги очень напряжённая, трудная, осталась для потомков в легендах, исторических материалах, воспоминаниях современников. Так интересна легенда связанная с Катюшиными горками, что расположены в окрестностях Черемшан (на севере). Названы они по имени предводительницы группы разбойниц, грабивших проплывающие мимо купеческие струги. С горок эти разбойницы просматривали широко открывающиеся волжские дали. При появлении судов, спускались к реке и делали своё чёрное дело. Недаром по всей Волге, и на Сосновом острове, были установлены сторожевые посты. В случае опасности разбойницы прятались в недоступных глубоких черемшанских ущельях.
Позже в этих же ущельях нашли приют беглые монахи-староверы, скрывающиеся от царских чиновников. Массовое появление старообрядцев приурочено к середине XIX века, после разорения Иргизских заволжских монастырей. Вот тогда и появились знаменитые Черемшанские скиты, впоследствии переросшие в монастыри. Монахи находили поддержку у жителей окрестных сёл и горожан Хвалынска, в большинстве своем придерживающихся старообрядчества. Среди жителей находились и меценаты — богатые, купцы — делающие пожертвования значительными денежными суммами, землей, прочими подарками. В числе купеческих семей, поддерживающих монастырь, значатся фамилии Михайловых, Толстиковых, Кузьминых и т. д.
В 1840-х годах хвалынский купец Куранов в верховьях реки Черемшанка построил водяную мельницу и заложил фруктовый сад. Это место впоследствии было куплено у его жены под монастырь астраханским купцом Архипом Дмитриевичем Вёховым. В 1860-х годах выше пруда возник мужской скит, вскоре ставший монастырём (Черемшаны 1).
Монастырь основал известный в старообрядчестве монах Серапион (Абачин). В библиотеке монастыря хранились старообрядческие книги и рукописи. Некоторые из книг были написаны на коре и досках. Благодаря поддержке купцов монастырь быстро отстроился и занял, как крупное землевладельческое и торговое предприятие, ведущее положение. Монастырь владел землями на Черемшане, Волгой; яблоневыми садами, огородами, мастерскими (иконописная, книжная, переплётная); пасекой, водяными мельницами. При монастыре действовала церковь.
К концу XIX — началу XX века Черемшанские монастыри стали средоточием российского старообрядчества белокриницкого согласия. Здесь неоднократно проходили епархиальные соборы старообрядцев Саратовско — Астраханской епархии. На соборах помимо духовенства (архиереи, епископы) и мирян присутствовали представители властей, в том числе флигель-адъютант граф Шереметьев (1905 году, представитель Государя). На Черемшане поселились старообрядческие епископы, отсюда пошли все указания поволжскому старообрядчеству, отсюда началось поставление священства для всех соседних местностей. Словом, здесь образовался крепкий центр по управлению поволжским старообрядчеством.
Позже мужской монастырь оскудевает, беднеет. В 1908 году в монастыре обитало до 50 монахов, в основном старцев. Многие из них носили на теле тяжёлые вериги весом до 16 килограмм; власяницу, то есть рубашку из грубого конского волоса. Ковались вириги кузнецами села Подлесное.
После смерти отца Серапиона монастырь возглавляет: отец Феодосий (до 1908 г.), отец Пантелеймон (недолго), отец Феодосий (до закрытия) — осенью 1918 года.
Сохранившиеся монастырские постройки на территории Черемшан:
- Бывшая церковь — ныне столовая;
- Кирпичное двухэтажное здание (к западу) возле столовой — монашеские кельи;
- Монастырское кладбище — ныне танцевальная площадка.

Особый интерес отдыхающих вызывает оставшаяся после монастыря «Пещера монаха». Эта пещера была построена в конце XIX века монахами для уединённого жития на противоположном склоне хребта, ограничивающего с юга Черемшанское ущелье. Место пещеры живописно находится в верховьях оврага; ниже у подножия находится село Подлесное. В хорошую погоду сюда доносятся крики петухов, мычание коров. Сюда же деревенские женщины приносили еду для старцев. Состояла пещера из двух помещений: одно в глубине для молитв, отдыха, а другое, ближе к выходу, имело бытовое назначение. В наше время последнее помещение разрушено и смыто дождевыми потоками, осталось дальнее, но и оно почти полностью заполнено намытыми глинами. Последний старец — монах Серафим проживал в ней уже в начале XX века. Запомнился местным жителям как хороший врачеватель — умел лечить травами.
Накануне Октябрьской революции в Черемшанах кроме мужского монастыря существовало четыре самостоятельные женские общины. Последняя община в 1913—1914 годы построила себе жильё на территории занимаемой современным санаторием.
В годы гражданской войны в монастыре скрывались белые офицеры, что вызвало недовольство новой власти. Осенью 1918 года мужской монастырь перестал существовать.

### Советское время
После гражданской войны осталось много детей-сирот. В Хвалынске организуются детские дома, для них выделяются лучшие здания, отводятся сады, пашни. Весной 1923 года из воспитанников детских домов в бывшем мужском монастыре на Черемшане 1 была создана детская воспитательно-трудовая коммуна-колония для малолетних преступников имени Джона Рида. Первым директором трудовой колонии был назначен участник гражданской войны, один из командиров Хвалынского полка Иван Степанович Еремеев. Вскоре его сменяет Романов А. И. Обладая великолепными организаторскими способностями, он сумел наладить жизнь колонии: была создана трудовая база в виде подсобного хозяйства, организованы отдых и учеба воспитанников. В 1925-26 гг. колонию посещает американский журналист и писатель Альберт Рис Вильямс, его жена Люсита Сквайер-Вильямс, американская журналистка Анна Стронг. Они тесно общаются с воспитанниками, изучают их жизнь. Эти встречи нашли отражение в публикациях писателя: «Сквозь русскую революцию», «Русская земля». Впоследствии Люсита Сквайер написала сценарий по хвалынскому сюжету, который лег в основу фильма «Третья жена муллы», снятого на Мосфильме в 1928 году.
В 1926 году колония перебазирована в бывшее имение Воронцовой-Дашковой в селе Алексеевка. А на месте Черемшан 1 по решению губернских властей обустраивается Дом отдыха. На должность первого директора приглашен старый коммунист В. И. Малиновский. Летом 1928 года Черемшаны 1 приняли первых отдыхающих из Саратова. С началом Великой Отечественной войны в 1941 году на территории Дома отдыха Черемшаны 1 был организован эвакогоспиталь № 4803 для раненных солдат и офицеров. Начальником эвакогоспиталя (Главным врачом) был полковник медицинской службы Воробьёв.
После войны в 1945 году был создан климатологический санаторий «Черемшаны 1» кардиологического профиля. В качестве медицинского оборудования была использована медтехника, оставшаяся от госпиталя. Санаторий функционирует по настоящее время.
В 1960-е годы санаторий принадлежал ВЦСПС, имел сезонный характер работы; функционировало 3 отделения:
- для больных с заболеванием сердечно-сосудистой системы на 175 коек;
- для неврологических больных 145 коек;
- для больных с заболеваниями органов дыхания нетуберкулезной этиологии 30 коек.

В течение года в санатории получало лечение и отдых 2300 человек различных социальных групп. В основу лечения положен климатологический фактор. Климат здешних мест стал изучаться с 1957 года — момента открытия метеорологического пункта в санатории. На основании систематического наблюдения было получено более точное представление о термальных изменениях, влажности, скорости движения воздуха и т. д. но самым ценным было то, что было выявлено особое состояние воздуха санатория, его повышенную ионизацию, с некоторым преобладанием аэроионов отрицательного знака. Анализы воздуха проводили ученые Новочеркасского университета под руководством уроженца Хвалынска, профессора А. Г. Кобелева. Часть открытия и изучения данного явления принадлежит врачу Г. В. Смирнову, проработавшему в санатории четверть века. Данное явление связано с особым составом почвенного слоя, способного вызывать ионизацию воздуха. Проводниками ионизации являются деревья, испаряющие через листья влагу, в результате чего над кронами можно наблюдать «туманы». При обилии влаги одиночные свечи туманов объединяются в облако. Чаще это явление можно наблюдать в глубине на склонах ущелья. Именно этот воздух обладает целительной силой.
Начиная с 1970-х годов, в санатории появляется водолечебница с большим набором ванн: родоновых, углекислых, хвойных, жемчужных, установки для подводного душа массажа; физиотерапевтическое отделение, ингаляторий; кабинет массажа; кабинет парафинолечения. Широко практикуется лечебная гимнастика, мануальная терапия. Родниковая вода способствует лечению лиц с заболеванием желудочно-кишечного тракта.

### Современный период
31 мая 1995 года старообрядческой Московской митрополии была выдана официальная справка органа охраны культурного наследия о том, что и мужской, и женский Черемшанские старообрядческие монастыри «являются памятниками культовой архитектуры».
В 2012 году ЗАО «Санаторий Черемшаны-1» обанкротился и прекратил своё существование как юридическое лицо. Всё имущество санатория передано в ГАУ Центр реабилитации «Пещера Монаха», который находится на территории санатория Черемшаны-1. Монастырские строения к тому времени занимали лишь малую часть обширной территории новой здравницы. Однако эти здания не были поставлены на учёт как объекты культурного наследия, поэтому администрация в ходе масштабной реконструкция государственного санатория решила большую часть их снести, в том числе и здание Успенского собора. Так, уже к лету 2016 года руководство центра «Пещера монаха» произвело демонтаж бывшего монастырского корпуса и начало снос архиерейской резиденции.
Данное решение вызвало возмущение старообрядцев. Несмотря на многочисленные протесты, в конце июля 2016 года корпус № 5 был полностью снесён. Инициативная группа по возрождению старообрядческого комплекса в Черемшане во главе с иереем Вадимом Коровиным, который 1 июля написал петицию на сайте change.org:

Черемшан является святыней для русских православных людей — старообрядцев. Они совершают туда паломничества, проводят крестные ходы и надеются на возрождении там духовной жизни. Разрушение этого святого места болью отзывается в их сердцах. Кроме того, Черемшан является единственным в мире сохранившимся старообрядческим монастырским комплексом второй половины XIX века, и утрата его станет невосполнимой потерей для историко-культурного наследия нашей Родины.
29 августа 2016 года начальником регионального Управления по охране объектов культурного наследия Владимиром Тарновским подписано постановление о включении Успенского собора в список охраняемых памятников истории, однако прочие монастырские постройки не были объявлены памятниками, что не устроило старообрядцев.
8 сентября 2016 года в Министерстве социального развития Саратовской области состоялась встреча, посвящённая проблемам спасения и современного использования исторических зданий Свято-Успенского черемшанского монастыря, расположенных на территории социально-реабилитационного центра «Пещера монаха» в Хвалынском районе Саратовской области.
18 октября 2016 года в Доме причта на Рогожском в Москве открылась выставка «Черемшан. Возвращение», посвящённая истории, настоящему и будущему историческому комплексу старообрядческих монастырей в урочище Черемшан.
21 января 2017 года в Рогожской слободе состоялась встреча митрополита Московского и всея Руси Корнилия с губернатором Саратовской области Валерием Радаевым, вице-губернатором Игоря Пивоварова и первым заместителем руководителя фракции «Единая Россия» в Государственной Думе Николаем Панковым.
7 апреля 2017 года временно исполняющий обязанности губернатора Саратовской области Валерий Радаев подписал Распоряжение о безвозмездной передаче здания бывшего Успенского собора старообрядческого мужского монастыря в Черемшане в собственность местной религиозной организации Хвалынская община Русской православной старообрядческой церкви. Иерей Вадим Коровин в связи с этим событием, совпавшим с праздником Благовещения Пресвятой Богородицы, подчеркнул, что оно войдёт в историю как знаменательная историческая дата для современного староверия, как новая точка отсчета оживления веры в Черемшане.
После этого два инока и четверо насельников возрождающегося монастыря провели огромную работу по расчистке храма и подготовке алтарной части храма.
28 июля того же года восстанавливаемый храм бывшего монастыря посетил старообрядческий епископ Казанско-Вятский Евфимий (Дубинов). 29 июля он провёл молебен с крестным ходом от Покровского храма до поклонного креста на месте бывшего Введенского женского монастыря. В этот же день в Покровском храме состоялась первая полноценная воскресная вечерняя служба с освящением хлебов. 30 июля в Покровском храме епископ Евфимий возглавил воскресную службу, но окончании которой поздравил собравшихся с возобновлением регулярной службы в Покровском храме, пожелал монастырю скорейшее возрождение и духовное совершенствование.
19 февраля 2019 года Совет Митрополии РПСЦ постановил:

1.2. Призвать архиереев и духовных отцов более активно искать кандидатов для иноческой жизни в Черемшанском монастыре.
1.3. Призвать христиан жертвовать в Черемшанский монастырь иконы и иную церковную утварь.
1.4. Опубликовать информацию о Черемшанском монастыре в «Вестнике Митрополии».
1.5. Направлять в Черемшанский монастырь присоединяющихся к Церкви инославных клириков для изучения церковных обычаев.

## Проезд
К санаторию проложена 6-и километровая асфальтированная дорога, начинающаяся в южной оконечности города Хвалынска от основной магистрали Хвалынск — Алексеевка.